# شيلبي أوكس (فلم)
شيلبي أوكس (بالإنجليزية: Shelby Oaks) هو فيلم رعب أمريكي من إنتاج وكتابة وإخراج كريس ستوكمان، من بطولة كاميل سوليفان، بريندان سكستون الثالث، مايكل بيتش، روبن بارتليت، كيث ديفيد، تشارلي تالبرت، إميلي بينيت، وسارة دورن، ومن المقرر إطلاقه في يوليو 2023.

## روابط خارجية
- مقالات تستعمل روابط فنية بلا صلة مع ويكي بيانات